# Manfred Ertel
Manfred Ertel (* 1950 in Hamburg) war langjähriger politischer Journalist des Nachrichtenmagazins Der Spiegel und Aufsichtsratsvorsitzender des Hamburger SV.

## Ausbildung und berufliche Stationen
Der Hamburger machte eine Ausbildung zum Verlagskaufmann und leistete ein Redaktionsvolontariat ab. Ertel engagierte sich als Jugendlicher und bis in die 1980er Jahre in der Friedens- und Anti-Kernkraftbewegung und war Mitglied bei Amnesty International. Beruflich durchlief er eine Karriere als Redakteur der Lübecker Nachrichten, bei der Deutschen Presseagentur im Landesdienst Nord und beim Europadienst. Seit Juli 1977 war er Redakteur im Nachrichtenmagazin Der Spiegel.  Er war u. a. politischer Korrespondent im Hauptstadtbüro, Leiter der Redaktionsvertretung Nord in Kiel und Schwerin und zuletzt Griechenland- und Skandinavienexperte im Ressort Ausland. Er war unter anderem mit Themen wie der Entschädigung von NS-Zwangsarbeitern und deutschen Entschädigungsfragen beschäftigt. Als investigativer Journalist deckte er im SPIEGEL die Barschel-Affäre auf und beteiligte sich an Recherchen zur U-Boot-Affäre, zum Parteispendenskandal oder zu Stasi-Unterlagen. 2012 wurde er zusammen mit einem Spiegel-Team für die Dokumentation von Griechenlands Weg in die Euro-Krise mit dem renommierten Henri-Nannen-Journalistenpreis ausgezeichnet. Seine journalistische Tätigkeit beim Spiegel beendete er im Jahr 2017.
Aktuell ist er Buchautor, Referent und politischer Berater. Er ist Partner bei Nordlys Consulting, einer Beratungsgesellschaft für politische und wirtschaftliche Beziehungen zwischen Hamburg und Kopenhagen, Dänemark und Skandinavien.

## Tätigkeit beim Hamburger SV
Manfred Ertel ist seit seiner Kindheit HSV-Fan und erlebte das erste Spiel seines Vereins 1961 in der Partie gegen den FC Burnley. Seit 1999 moderiert Ertel im Supporters TV des Hamburger SV. Im März 2011 war er maßgeblich an der Entlassung des HSV-Vorstandes Bernd Hoffmann beteiligt, nachdem gegen eine weitere Vertragsverlängerung Hoffmanns gestimmt wurde. Am 21. Januar 2013 wurde Manfred Ertel in der Mitgliederversammlung des Vereins zum Aufsichtsratsvorsitzenden gewählt und löste damit den Unternehmer Alexander Otto ab. Zuvor war er Mitglied des Kontrollgremiums.
Ertel betonte, während seiner Amtszeit die Strukturen, die Tradition und die Erfolge des Bundesligavereins weiterzuführen, die Mitgliederbestimmung weiter voranzutreiben, und war an der Genehmigung des Transfers des Mittelfeldspielers Rafael van der Vaart beteiligt. Ertel sieht den HSV in seiner Funktion als Traditionsklub und populären Universalsportverein als „Markenzeichen der Hansestadt Hamburg“. Ein Investorenmodell wurde abgelehnt, mit dem Argument, das „Spielermaterial des Vereins dürfe nicht verpfändet werden“. Sein Facebook-Eintrag „FC Bayern vor nächstem Hammer-Transfer: Hoeness zu JVA München.“ sorgte für Negativschlagzeilen. Innerhalb des Aufsichtsrates gab es lange Zeit Spannungen zwischen den Fraktionen von Manfred Ertel und Jürgen Hunke, welche dem Ansehen des Fußballvereins nachhaltig schadeten. Im Februar 2014 traten die Aufsichtsräte Manfred Ertel, Hans-Ulrich Klüver, Marek Erhardt, Ali Eghbal und Björn Floberg aufgrund massiver Kritik geschlossen zurück. Zuvor hatte die Mitgliederversammlung vom 19. Januar 2014 Ertel und dem von ihm geführten Aufsichtsrat die Entlastung für die zurückliegende Amtsperiode verweigert. Ertel bekleidet seit seinem Rücktritt kein Amt mehr beim HSV, nimmt jedoch weiterhin Einfluss auf die Vereinspolitik. Ein von Ertel gestellter Antrag, „alle erdenklichen Schritte zu ergreifen, dass der Vorsitz im Aufsichtsrat der HSV Fußball AG vom Präsidenten des HSV e. V. bekleidet wird“ wurde indes von der Mitgliederversammlung vom 25. Januar 2015 mit breiter Mehrheit abgelehnt. Zahlreiche Redner übten teils scharfe Kritik an Ertel.

## Werke (Auswahl)
- FoulSpieler – Fußball ist ein Mordsgeschäft. Krimi. Maximilian Verlag, Hamburg 2018, ISBN 978-3-7822-1321-9.
- Akte B. Wenn die Möwen tiefer fliegen. Thriller. Ellert & Richter, Hamburg 2022, ISBN 978-3-8319-0817-2.
- Meer Mord. Kutter, Küsten und Kanaillen. Anthologie. Ellert & Richter, Hamburg 2024, ISBN 978-3-8319-0862-2.

## Privates
Manfred Ertel ist seit 2010 mit der Politikerin Krista Sager verheiratet. In seiner Jugend spielte er in den Vereinen S. V. Uhlenhorst-Adler von 1911/25 e. V., dem SC Sperber und Weiß-Blau Groß-Borstel 63.
Der Berufsjournalist charakterisiert sich selbst wie folgt:

„Ich schleppe hohe moralische Ansprüche mit mir herum und bin ein Gerechtigkeitsfanatiker. Manchmal wird mir das vorgeworfen, aber ich kann schlechte Eigenheiten oder schlechtes Verhalten anderer nur sehr schwer vergeben.“